# الماجدي ابن ظاهر
 الماجدي ابن ظاهر  (المايدي) (1781 م ــ 1871 م) شاعر إماراتي. وكان أحد الوجوه الثقافية البازرة في تلك الحقبة من الزمن. وهو الشاعر النبطي.

## مسيرته
ولد «الماجدي ابن ظاهر» في إمارة رأس الخيمة، كان «الماجدي» تاجر لؤلؤ، ولا يختلف اثنان أن تلك كانت مهنة الأشراف في تلك الحقبة من الزمن، وقد كان يعمل على جلب اللؤلؤ بنفسه فقد كان غواصاً (غيص) أيضا، قبل أن يبلغ به الكبر عتيا، جمع بين العمل اليدوي والتجارة في آن واحد، بالإضافة إلى انتمائه المطلق إلى طبقة الأشراف وأعيان البلدة (رأس الخيمة)، نرى ملامح هذه الشخصية واضحة جلية في أشعاره، وفي استهلالاته باسمه وباسم قبيلته.
في رواية لـ«أحمد بن مصبح بن حمودة»: بأن الشاعر  ابن ظاهر  ولد بالقرب من  منطقة الخران في رأس الخيمة ونشأ بها وترعرع على أرضها، وعندما اشتد عوده وأصبح من القادرين على تحمل الأخطار والضرب في الأرض أخذ يتنقل في مدن الإمارات وقراها، وفي آخر عمره استقر في منطقة الخران وتوفي فيها ودفن بها.
ويذكر الراوي إن ابن ظاهر قد أجرى بعض التجارب على الأراضي التي أحب أن يدفن فيها بعد موتهِ، وكانت لديه درية (خيوط مطوية من الصوف) يدفنها في التراب حيث حل، ولا كاملا، ثم يعود لنبشها فيجدها وقد أكلها التراب، إلا التي دفنها في الخران وجدها باقية على حالها لم تتغير، لذلك أوصى بدفنه فيها.
وكان ابن ظاهر كما يروى عنه وكما تدلنا أشعاره أيضا انه رجل بدوي اعتاد التنقل في أرجاء المنطقة شأنه في ذلك شأن البدو الرحل، الذين ينتجعون مواقع القطر، ومنابت الكلأ، وله في ذلك عدة قصائد يذكر فيها كثيرا من تلك المواطن التي كان ينتجعها. 
أما عن تاريخ مولده ووفاته، فإننا لا نستطيع أن نضع لهما رقما معينا، ولكن يمكننا إن نحدد الفترة التي عاشها الشاعر، فقد عاصر ابن ظاهر فترة من عهد الدولة اليعربية، التي قامت في عمان سنة 1024 هـ، والدليل على هذا إن ابن ظاهر قـد مدح أحد أئمة هذه الدولة، وهو سيف بن سلطان الملقب (بقيد الأرض)، والذي تولى الإمامة في عام 1104 هـ، وتوفى عام 1123 هـ، بعد حكـم دام تسعة عشر عاما. لم نقف لابن ظاهر على أسم واضح كامل سوى ما جاء في أشعاره من ترداد التعبير عن نفسه «بالماجدي بن ظاهر»، وظاهر إما يكون أبا الشاعر أو لقبا اشتهر به، أو أن عادة الناس في تلك الأوقات أن ينادوا الإنسان بابن فلان نسبة إلى أبيه أو بأبي فلان نسبة إلى ابنه البكـر، كما هو معروف عند أهل البلاد، حتى يصبح ذلك علما عليه لا يعرف بغيره.
ومن قصائد الماجدي التي يفتخر فيها بشعره، ويتكلم فيها عن الصداقة والأخلاق، مورداًخبرته وتجاربه في الحياة:

## جائزة (بلوميتروبوليس الماجدي بن ظاهر للأدب العربي)
أطلقت مؤسسة بلوميتروبوليس الأدبية الكندية بالتعاون مع هيئة أبو ظبي للثقافة والتراث جائزة (بلوميتروبوليس الماجدي بن ظاهر للأدب العربي) في العام 2007 تقديرا للشاعر الإماراتي الماجدي بن ظاهر، والتي تمنح سنوياً للأدباء العرب، للنتاج الأدبي الكامل لكاتب عربي في حقل الرواية والشعروغيرها.

## مؤلفاته
صدر له ديوانان شعريان:
- ديوان ابن ظاهر عام 1963.
- ديوان الجواهر في شعر ابن ظاهر عام 1967 .